# Aegidius Elsevier
Aegidius Elsevier (* vor 1580 in Wesel; † 1. Juli 1651 in Leiden) war ein niederländischer Buchhändler und Kaufmann.

## Leben
Aegidius Elsevier wurde in einem unbekannten Jahr in Wesel als dritter Sohn Louis Elzevirs und Maria Duverdyns geboren. 1580 zog er mit seinem Vater nach Leiden und war seit 1599 in Hamm als Buchhändler tätig. In diesem Jahr veröffentlichte er die Navigatio Joh. Huigens de Linschoten. Hagae Comitis officina Alberti Henrici, impensis authoris et Cornelii Nicolei prostantque apud Aegidium Elsevirium. 1603, vier Jahre danach schon, gab er den Beruf des Buchhändlers auf und kehrte nach Leiden zurück, wo er von da an als Kaufmann tätig war und dieses bis zu seinem tode am 1. Juli 1651 blieb.